# Luffartecken

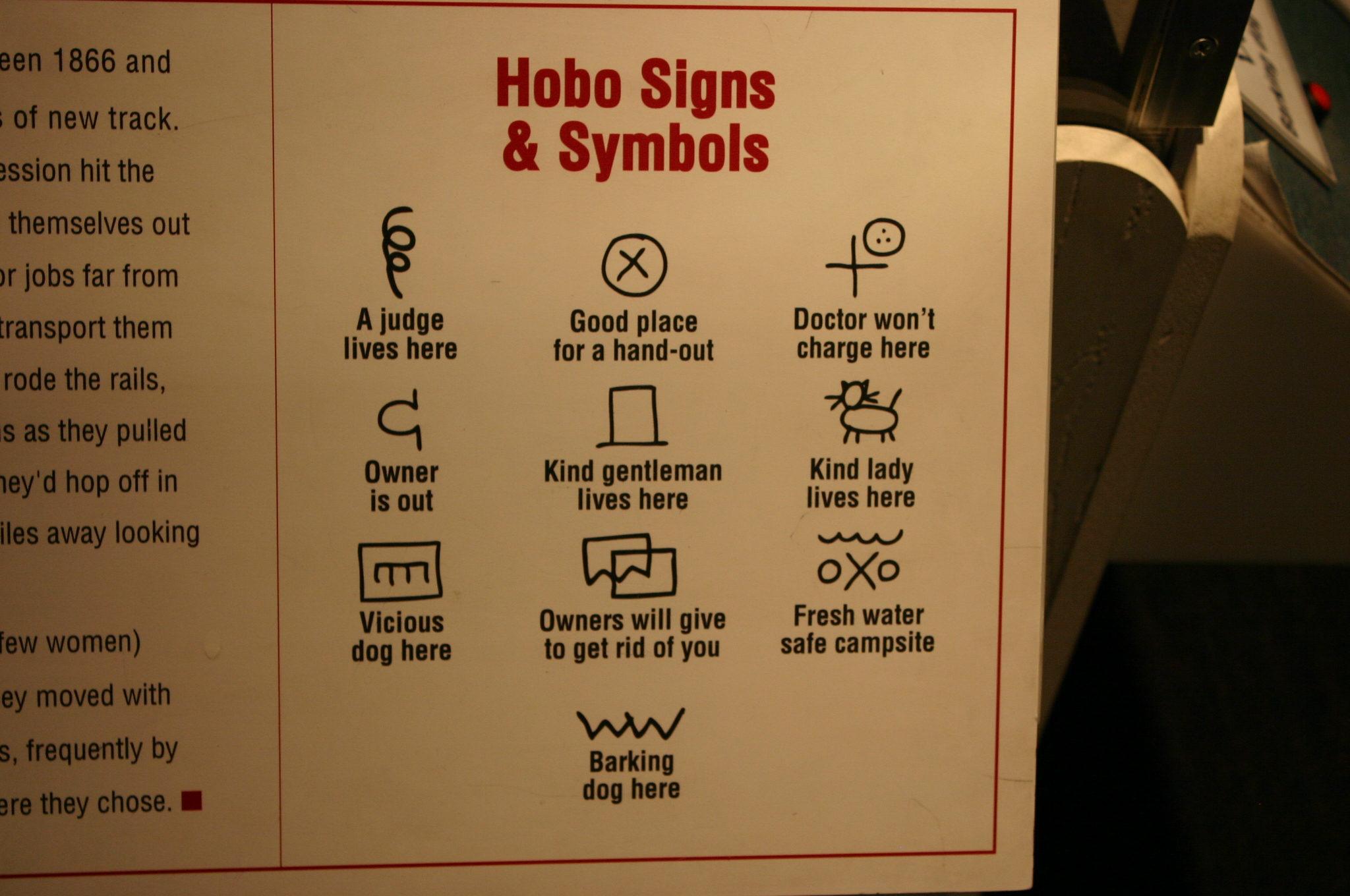
En skylt på en i Maryland som förklarar några luffartecken.

Luffartecken är ett symbolsystem som användes av luffare för att informera, varna eller guida andra luffare.
Enligt det amerikanska symbolsystemet symboliserade en cirkel med ett kryss i dess center ett hem där luffare kunde få mat eller pengar. En rektangel med ett snett streck från nedre vänster hörn och utåt symboliserade en stad som inte tillät alkoholkonsumtion. En rektangel med streck på motsatt sida symboliserade det motsatta. Två spadar symboliserade att det fanns möjlighet till jobb.

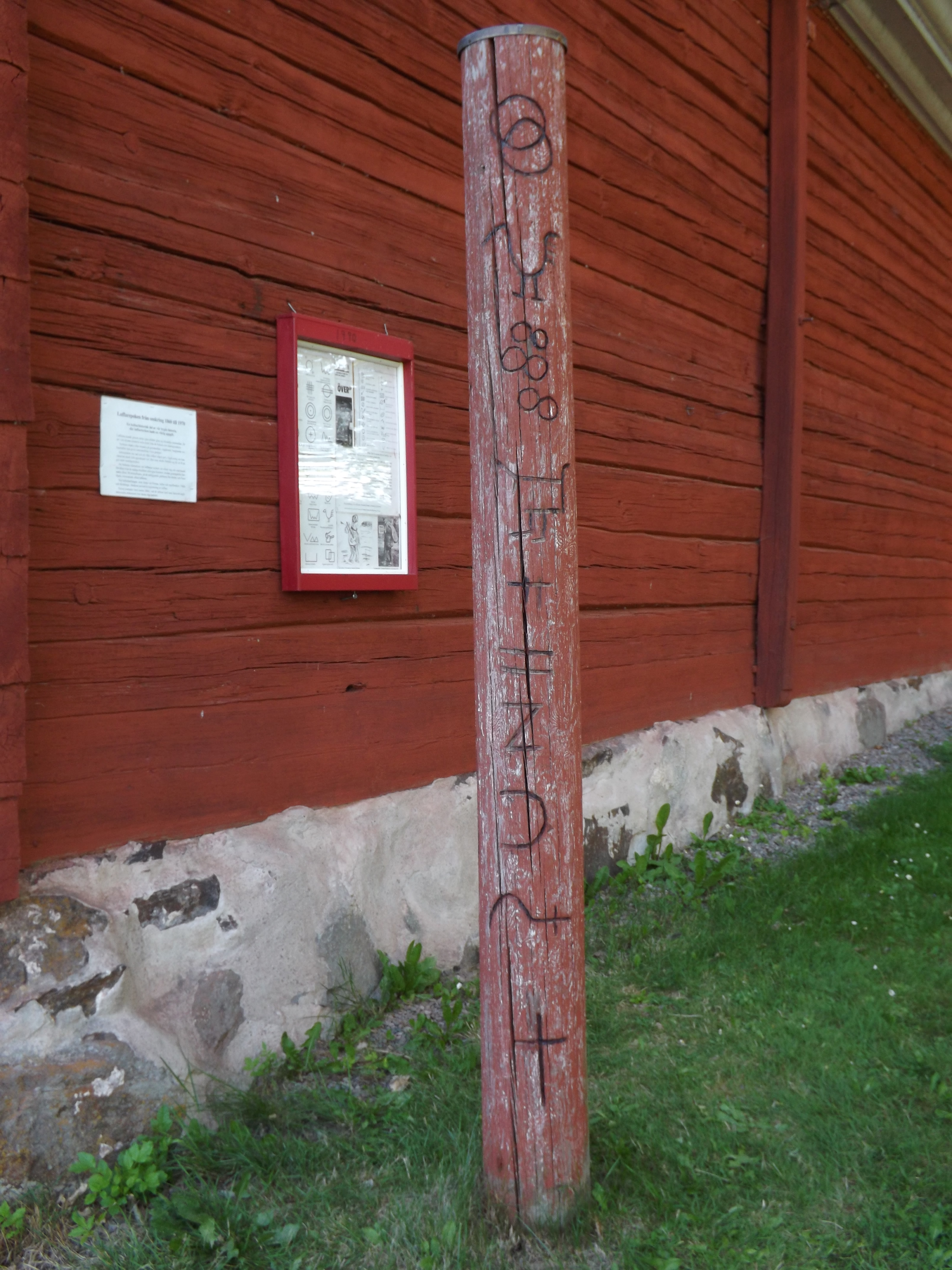
Luffartecken på Hembygdsgården i Katrineholm

Systemet hade symboler även för typ av människor, exempelvis om det var en läkare, polis, domare, officer eller kvinna som var boende på platsen. Symbolerna täckte även in om den boende var farlig, rik eller hjälpsam. Genom systemet kunde luffarna hjälpa varandra gällande hur de skulle agera mot människorna på platsen, till exempel om det var lönsamt att spela sjuk eller berätta om luffarens olycksöde. Systemet varnade även för beväpnade människor och farliga hundar.
I filmen Rasmus på luffen finns denna typ av tecken med.